# Mikleuš
Mikleuš (srbsky Миклеуш, maďarsky Szentmiklós) je vesnice a správní středisko stejnojmenné opčiny v Chorvatsku ve Viroviticko-podrávské župě. Nachází se asi 12 km jihovýchodně od Slatiny a asi 13 km severozápadně od Orahovice. V roce 2011 žilo v Mikleuši 840 obyvatel, v celé opčině pak 1 464 obyvatel.
Součástí opčiny je celkem pět trvale obydlených vesnic.
- Balinci – 70 obyvatel
- Borik – 326 obyvatel
- Četekovac – 213 obyvatel
- Čojlug – 15 obyvatel
- Mikleuš – 840 obyvatel

Mikleušem prochází státní silnice D2 a župní silnice Ž4038. Jihovýchodně protéká řeka Čađavica.